# Тепан-які

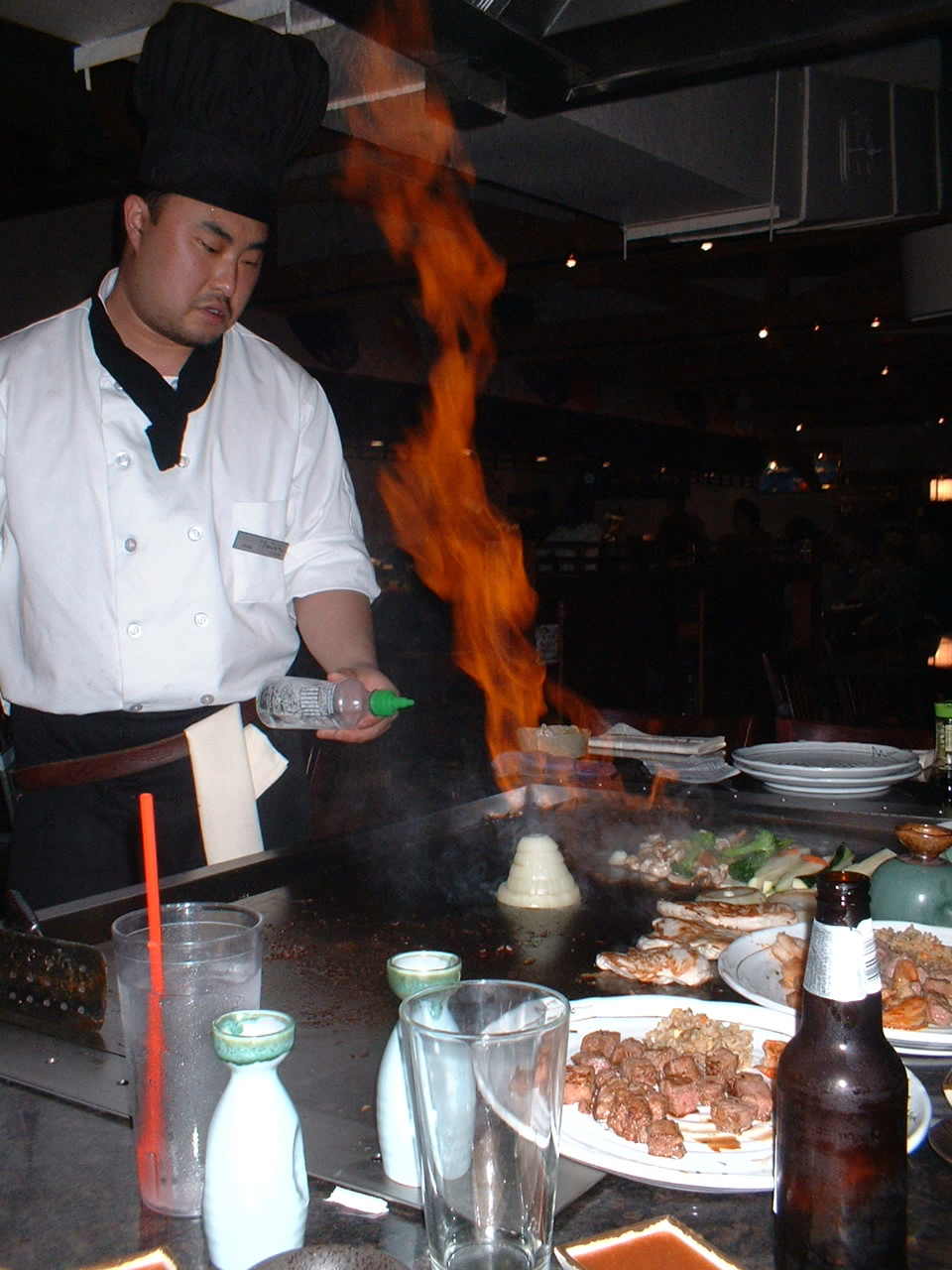
Тепан-які шеф-кухаря

Тепан-які (яп. 鉄板焼き) — стиль приготування їжі, суть якого полягає в тому, що кухар готує продукти на широкій металевій сковорідці тепан поряд з людьми, які обідають, після чого гаряча страва відразу потрапляє до тарілок. Назва походить від слів тепан (яп. 鉄板, досл. «лист заліза») і які (яп. 焼き, досл. «гриль» або «смажений»)

## Походження
Винахідником стилю тепан-які є мережа японських ресторанів Misono, які ввели спосіб приготування західної їжі на тепані в 1945 році. З часом вони помітили, що така кухня користується більшим попитом у іноземців ніж у японців. Туристам подобалося дивитися як кухарі готують їжу, і такі страви їм були більш звичні, ніж традиційні японські. З часом такі ресторани стали популярними в туристичних місцях для іноземців, збільшились кількість страв, виросли вимоги до підготовки кухарів, з'явилися нові аспекти в приготуванні страв, наприклад, викладання цибулі скибочками для створення «вулкану» з цибулі.
Інший вид такого обладнання — плоский гриль, який складається з плоскої металевої пластини, розміщеної над круглим пальником, відомий ще як «монгольське барбекю».

## Інгредієнти
Типовими інгредієнтами, які використовуються в західному стилі тепан-які, є яловичина, креветки, омари, курка, морські гребінці й різні овочі. Для приготування в основному використовується соєва олія.
У японському стилі тепан-які також використовується локшина (якісоба), капуста з нарізаним м'ясом або морепродуктами (окономіякі), які готуються з використанням олії, тваринних жирів або їхньої суміші. У Японії багато ресторанів готують тепан-які з яловичини кобе-гю.
Найчастіше супроводжують цю страву гарнір з бобів мунг, кабачків-цукіні (хоча кабачки не популярний овоч в Японії і рідко зустрічається на ринку), чипси з часнику, смажений рис. Деякі ресторани пропонують соуси. У Японії додається в основному тільки соєвий соус.

## У Північній Америці
Ресторани, які пропонують страви тепан-які, відомі як «Хібачі гриль» або «Японські закусочні»
У США тепан-які прославила мережа ресторанів Benihana, яка відкрила свій перший ресторан у Нью-Йорку 1964 року. Беніхана й інші закусочні тепан-які й надалі приділяють особливу увагу шоу у виконанні кухарів для людей, що обідають. Продовжують упроваджуватися нові трюки. Шеф-кухар може жонглювати посудом, ловити яйце капелюхом, кинути яйце догори й розбити шпателем, зробити вулкан з кілець цибулі.